# Marx Weiß

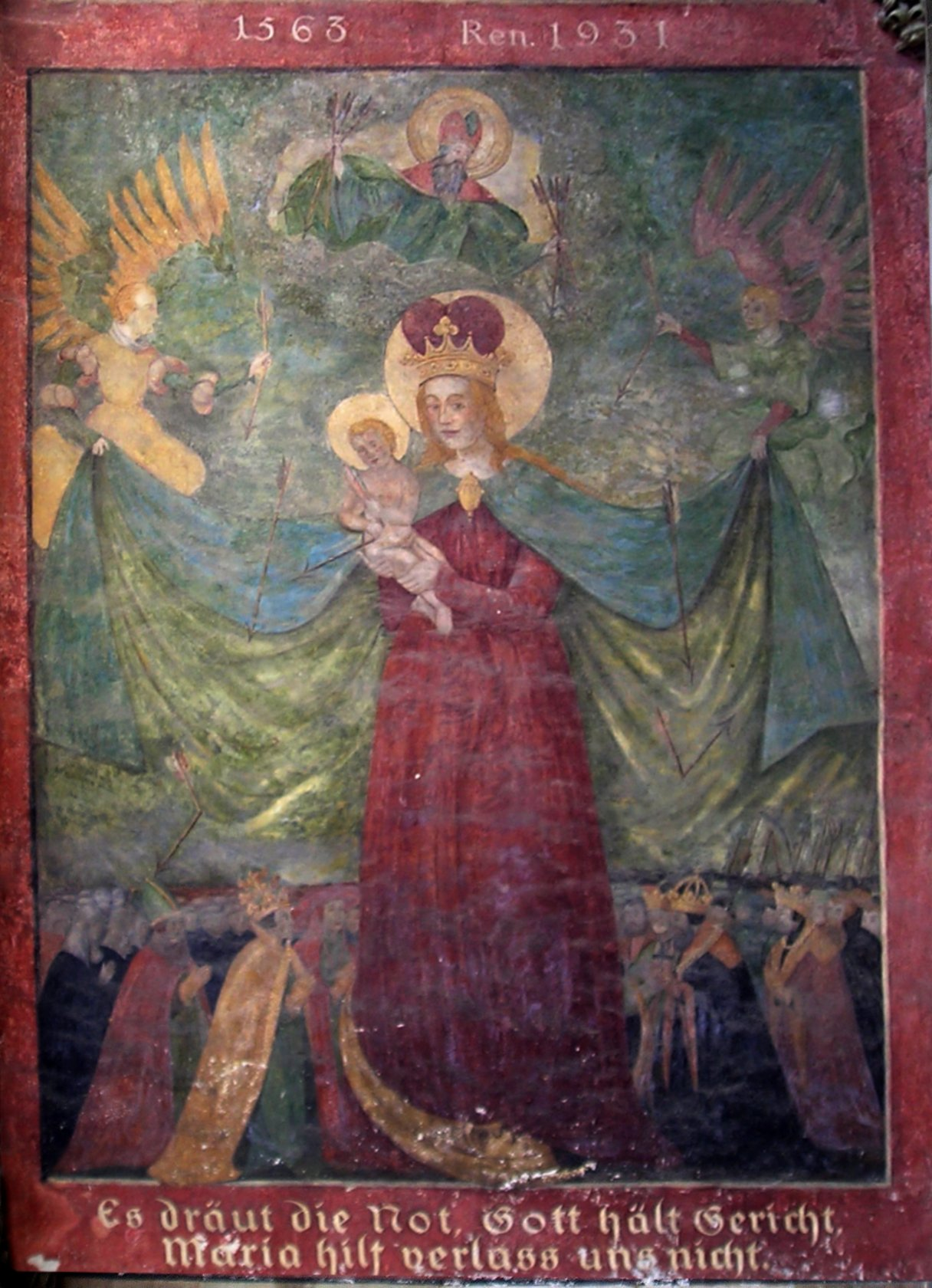
Schutzmantelmadonna am Überlinger Münster, 1563

Marx Weiß der Jüngere, auch Marx Weiß von Balingen (* vor 1518 in Balingen; † 25. Februar 1580 in Überlingen) war ein Maler der Spätgotik.
Er entstammt einer Balinger Malerfamilie. Sein Vater Marx Weiß der Ältere († nach 1518) und sein Bruder Joseph Weiß (* 1487 oder 1488; † 1568) waren ebenfalls Maler. Sein älterer Bruder Samson war Hofgerichtsprokurator in Rottweil. Sie bewegten sich im Umfeld des Meisters von Meßkirch, mit dem Marx Weiß in der Vergangenheit verwechselt wurde. Neueste Forschungen identifizieren seinen Bruder mit diesem, gesichert zuzuschreibende Werke liegen aber nicht vor.
Marx Weiß ist als Maler seit 1536 nachweisbar, als er in württembergischen Diensten war und vermutlich im Tübinger Schloss gearbeitet hatte. 1538 heiratete er, nach dem Tod seiner ersten Frau, in Balingen die aus Rottweil stammende Magdalena Dornfogel. 1539 malt er ein Epitaph (heute verschollen) für Graf Christoph von Nellenburg-Wehrstein, das sich bis 1858 in der Kirche von Empfingen befand. 1543 siedelte er nach Rottweil über. Es wird vermutet, dass er an der Ausmalung des dort von Gottfried Werner von Zimmern erworbenen Hauses beteiligt war. Ein für den Propst von Bischofszell, Hercules Göldlin, erstellter und signierter Scheibenriss (heute in Zürich) datiert ebenfalls aus diesem Jahr. Ab 1550 wohnte er in Überlingen. Zu seinen Werken gehören die Wand- und Deckenmalerei im spätgotischen Chor des Münsters St. Maria und Markus in Mittelzell auf der Insel Reichenau (1555 und 1558) und eine Schutzmantelmadonna am Südeingang des Überlinger Münsters St. Nikolaus. 1560 schuf er ein Kruzifikus für die Meersburger Liebfrauenpflege. In den Fürstlichen Sammlungen von Donaueschingen befanden sich bis 2002, jetzt in der Sammlung Würth, das 1559 für das Kloster Rubacker gemalte Bild des hl. Wiborad, sowie zwei, zwischen 1567 und 1573 gemalte Flügelaltäre der Meßkircher Liebfrauenkirche. Zwischen den Wandmalereien auf der Burg Wildenstein und der Überlinger Ratskanzlei bestehen stilistische Ähnlichkeiten.